# Terza guerra servile
La terza guerra servile, anche nota come rivolta o guerra di Spartaco, fu una guerra combattuta tra la Repubblica romana e un esercito di schiavi ribelli tra il 73 e il 71 a.C. in Italia; la guerra terminò con la vittoria dell'esercito romano, comandato da Marco Licinio Crasso.
Si trattò della terza e ultima delle guerre servili, una serie di ribellioni di schiavi contro la Repubblica romana, condotte in tempi diversi senza alcun legame tra loro e tutte destinate a risolversi in un insuccesso; a differenza delle precedenti, però, nella terza guerra servile, le bande di schiavi ribelli, rapidamente ingrossatesi, misero effettivamente in pericolo il controllo romano sull'Italia. Anche dopo la fine della guerra, infatti, il ricordo dello scontro continuò a condizionare almeno in parte la politica romana degli anni seguenti.
Dalla vicenda della guerra di Spartaco si ispirerà il partito politico tedesco della Lega di Spartaco, di matrice comunista.

## Contesto storico
La Repubblica romana attraversò, nel corso del I secolo a.C., un lungo periodo di crisi che la portò al definitivo crollo, e permise l'affermarsi del principato. La situazione politica, dunque, si caratterizzò lungo tutto il corso del secolo per una costante instabilità, favorita dai continui contrasti tra la fazione dei populares e quella degli optimates: dopo la guerra civile tra l'homo novus Mario e l'aristocratico Silla e la successiva dittatura sillana, si era consolidato il predominio della fazione aristocratica, divenuta sempre più la padrona incontrastata del senato e della politica romana. Da questa situazione di conflitto si sviluppò nell'80 a.C. la rivolta del popolare Quinto Sertorio: egli radunò attorno a sé i seguaci mariani sfuggiti alle proscrizioni di Silla e si rifugiò in Hispania, dove ottenne l'alleanza dei Lusitani, mai realmente sottomessi all'autorità di Roma. Contro lo Stato ribelle organizzato da Sertorio grazie al continuo afflusso di "perseguitati politici" da Roma fu inviato, nel 76 a.C., Gneo Pompeo, che poté avere la meglio solo quando la confederazione guidata da Sertorio si sfaldò, nel 72 a.C. Contemporaneamente, i Romani erano impegnati a Oriente nella terza guerra contro Mitridate VI del Ponto, condotta dal generale Lucio Licinio Lucullo: il duplice impegno militare riduceva di fatto la presenza di truppe in Italia, rendendo l'esercito inadeguato e permettendo l'iniziale successo della rivolta guidata da Spartaco.
(Theodor Mommsen)
Altro stimolo alla rivolta da parte degli schiavi (rivolta peraltro generale più che regionale, al contrario della prima e della seconda guerra servile) fu certamente il successo e l'inquietudine sociale dei popoli italici (che, in precedenza, erano sempre stati considerati solo federati), i quali erano riusciti ad ottenere, a prezzo di una lunga e sanguinosa "guerra interna" durata ben tre anni (91-88 a.C.), un'estensione dei diritti di cittadinanza.

### Schiavitù nella Repubblica romana
Il fenomeno della schiavitù nell'antica Roma, con la conseguente disponibilità di una forza lavoro a basso costo sotto forma di schiavi, fu un elemento importante, anche se a livelli variabili nel tempo, nell'economia della Repubblica romana. Gli schiavi erano ottenuti sia tramite l'acquisto da mercanti stranieri sia attraverso la riduzione in schiavitù delle popolazioni straniere a seguito delle conquiste militari. A seguito delle guerre di conquista romane del II e del I secolo a.C., decine se non centinaia di migliaia di schiavi furono introdotti nell'economia romana da differenti zone dell'Europa e del Mediterraneo. Mentre l'uso degli schiavi come servi, artigiani e valletti personali era limitato, un numero enorme era, invece, impiegato nelle miniere e nelle colture agricole della Sicilia e dell'Italia meridionale. Solo una minima parte era quella costituita dagli schiavi provenienti per lo più dalla Grecia o da colonie greche in Italia che riuscivano, grazie alla loro cultura, a raggiungere una posizione sociale abbastanza elevata o a evitare, comunque, una posizione di completa sottomissione.
Agli schiavi era perlopiù riservato, durante il periodo repubblicano, un trattamento particolarmente duro: secondo la legge, uno schiavo non era una persona, ma una proprietà privata della quale il padrone poteva abusare, che poteva danneggiare o uccidere senza conseguenze legali. L'uccisione di uno schiavo era, tuttavia, un evento abbastanza raro, in quanto si concretizzava nell'eliminazione di forza lavoro produttiva. Esistevano diversi livelli nella condizione di schiavo: la peggiore e più diffusa era quella dei lavoratori nei campi e nelle miniere, soggetti ad una vita di lavoro duro.
L'elevata concentrazione e il trattamento oppressivo della popolazione degli schiavi portò allo scoppio di varie ribellioni. Nel 135 a.C. e nel 104 a.C., scoppiarono rispettivamente la prima e la seconda guerra servile in Sicilia, durante le quali piccole bande di ribelli trovarono decine di migliaia di seguaci che volevano sfuggire alla vita opprimente dello schiavo romano. Sebbene fossero considerate gravi sommosse civili e necessitassero di anni di interventi militari diretti per essere sedate, non furono ritenute delle vere minacce per la Repubblica: si trattava infatti di sommosse provinciali, non ben organizzate, che non minacciarono mai la penisola italiana né tanto meno la città di Roma direttamente. Tutto ciò cambiò in occasione della terza guerra servile.

## Il conflitto (73-71 a.C.)

### Fasi iniziali (73 a.C.)

#### Rivolta di Capua

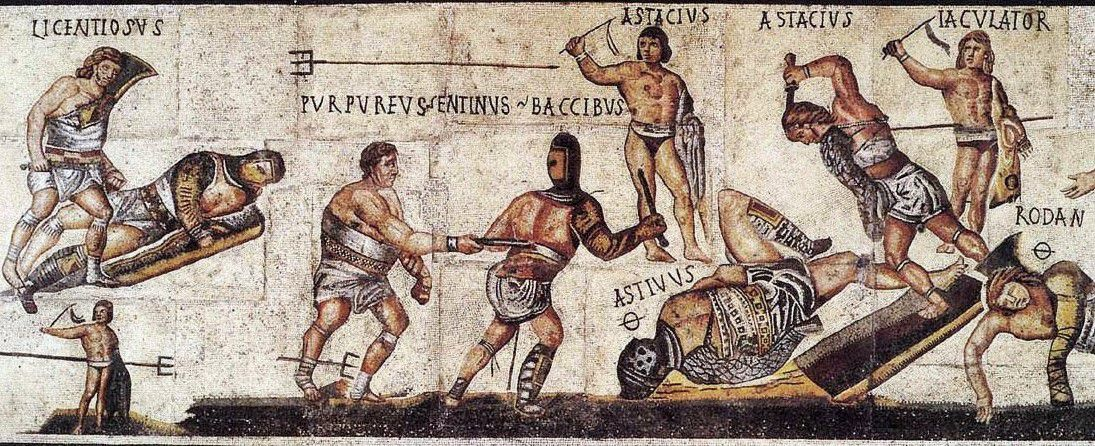
Il Mosaico del gladiatore, alla Galleria Borghese

Nella Repubblica romana del I secolo a.C., i giochi gladiatorii erano una delle forme di intrattenimento più popolari. Allo scopo di garantire un numero sufficiente di combattenti per queste competizioni, furono costruite in tutta Italia diverse scuole per gladiatori, dette ludi. In queste scuole, i prigionieri di guerra e i criminali condannati (considerati degli schiavi) ricevevano un addestramento al termine del quale erano pronti al combattimento nell'arena.
Nel 73 a.C., un gruppo di circa duecento gladiatori del ludus di Capua, appartenente a Gneo Cornelio Lentulo Batiato, progettò una fuga; quando il loro piano fu scoperto, settanta di loro si impossessarono di attrezzi da cucina, e con questi si aprirono le porte della scuola, appropriandosi in seguito di diversi carri contenenti armi e armature per gladiatori.
Una volta liberi, i gladiatori fuggiaschi elessero tra loro dei capi, due schiavi gallici, Crixus ed Enomao, e Spartaco, che pare fosse un ausiliario tracio dell'esercito romano poi ridotto in schiavitù o forse un prigioniero di guerra. La nazionalità di Spartaco è dubbia, in quanto un Thraex era una tipologia di gladiatore, e dunque il titolo "Tracio" potrebbe derivare dallo stile al quale era addestrato per i giochi gladiatorii.
Gli schiavi fuggiaschi furono capaci di sconfiggere un piccolo contingente di truppe inviato da Capua, e si impadronirono dell'equipaggiamento militare sottratto ai nemici aggiungendolo alle loro armi da gladiatore. Le fonti si contraddicono riguardo ai fatti immediatamente successivi alla fuga, ma in generale concordano nel dire che i gladiatori fuggitivi saccheggiarono la zona intorno a Capua, arruolando altri schiavi tra le loro file, e si asserragliarono poi in una posizione più difendibile sul Vesuvio.

#### Sconfitta degli eserciti pretorii
Movimenti degli schiavi ribelli
     Movimenti dell'esercito romano di Glabro

Movimenti delle forze romane e ribelli dalla rivolta di Capua all'inverno 73/72 a.C.
Movimenti degli schiavi ribelli
Movimenti dell'esercito romano di Glabro

La Campania antica, centro della rivolta servile, era una zona in cui si trovavano le ville dell'aristocrazia romana, oltre che la regione dove si estendevano molte proprietà latifondiarie; per questo motivo la rivolta fu subito all'attenzione delle autorità romane, le quali, però, la considerarono, all'inizio, solo come un episodio di criminalità comune.
Quello stesso anno, comunque, Roma decise di inviare contro gli schiavi delle forze al comando di un pretore, col compito di porre fine alla ribellione. Il pretore in questione, Gaio Claudio Glabro, raccolse 3 000 uomini, ma non tra le legioni, bensì «rapidamente e casualmente, in quanto i Romani non consideravano ancora questa una guerra, ma un'incursione, una specie di ladrocinio». Le forze di Glabro assediarono gli schiavi sul Vesuvio, bloccando l'unica via di uscita nota: bloccati i ribelli, Glabro si accontentò di attendere fino al momento in cui la fame e gli stenti li avrebbero costretti ad arrendersi.
Sebbene gli schiavi non avessero addestramento militare, le forze di Spartaco mostrarono intelligenza nell'uso delle risorse locali e nell'agire secondo tattiche efficienti e non ortodosse di fronte ai disciplinati eserciti romani. Di fronte all'assedio di Glabro, gli uomini di Spartaco fabbricarono funi e scale adoperando il legno delle vigne e degli alberi che crescevano sulle pendici del Vesuvio per scendere per le pareti della montagna dalla parte opposta alle forze di Glabro; dopo aver girato intorno al Vesuvio, attaccarono alle spalle le forze romane, trucidando gli uomini di Glabro.
Una seconda spedizione, sotto il pretore Publio Varinio, fu poi inviata contro Spartaco. Sembra che Varinio abbia diviso le proprie forze, per qualche ragione, sotto i comandi dei suoi due subordinati, Furio e Cossinio: Plutarco afferma che Furio comandava circa 2 000 uomini, ma non è noto né quale fosse la forza dell'altro contingente né se le truppe romane fossero composte da legionari o da miliziani. Anche questa spedizione fu sconfitta dagli schiavi: Cossinio fu ucciso, Varinio scampò alla cattura, e gli schiavi entrarono in possesso dell'equipaggiamento dei soldati romani. Grazie a questi successi, un numero sempre maggiore di schiavi si unì alle forze di Spartaco, come fecero «molti dei pastori della regione», portando il numero dei ribelli a 70 000 Gli schiavi passarono l'inverno 73-72 a.C. armando ed equipaggiando le nuove reclute e allargando il territorio soggetto alle loro incursioni alle città di Nola, Thurii e Metapontum.
Durante questi avvenimenti, uno dei capi della rivolta, Enomao, scompare dalle narrazioni, probabilmente morto in battaglia.
Riferendosi alla conclusione del primo anno di guerra, Theodor Mommsen scrive:
(Theodor Mommsen)

#### Organizzazione della rivolta

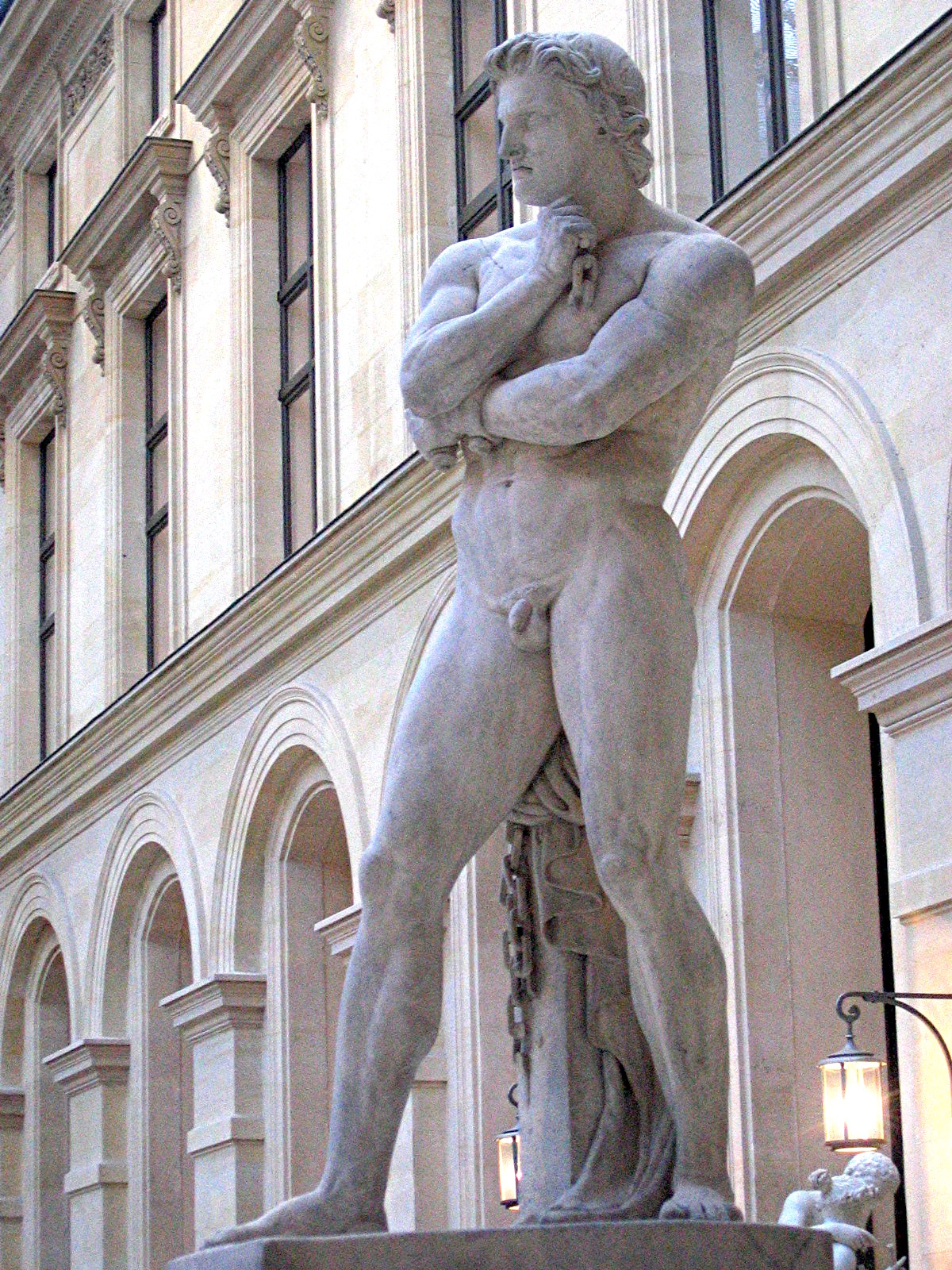
La statua di Spartaco di Denis Foyatier (1830 circa), esposta al Louvre: un esempio di raffigurazioni eroiche moderne di Spartaco.

Alla fine del 73 a.C., Spartaco e Crixus si trovavano alla testa di un grande gruppo di armati che aveva dimostrato di saper reggere il confronto con gli eserciti romani; cosa i due intendessero fare con questa forza a disposizione è difficile da determinare per i lettori moderni: la rivolta si risolse infatti in un insuccesso, e non esistono testi scritti personalmente da coloro che vi parteciparono.
Le più diffuse ricostruzioni moderne dei fatti raccontano che vi fu una scissione tra gli schiavi: i sostenitori di Spartaco, che intendevano fuggire oltre le Alpi, si divisero da quelli di Crixus, che intendevano restare in Italia meridionale per continuare a saccheggiare la regione. Questa interpretazione trova il suo fondamento nel fatto che le regioni che Floro elenca tra quelle saccheggiate dagli schiavi ribelli includono Thurii e Metapontum, ben distanti da Nola e Nuceria, dove i ribelli erano accampati. Questo proverebbe l'esistenza di due gruppi separati; alla fine il console Lucio Gellio Publicola attaccò Crixus e un gruppo di circa 30 000 seguaci che erano considerati come separati dal gruppo principale di Spartaco. Plutarco riporta il desiderio di alcuni schiavi fuggiaschi di saccheggiare l'Italia invece di fuggire oltre le Alpi. Sebbene questa divisione in fazioni non sia contraddetta dalle fonti classiche, non esiste nessuna prova diretta in suo favore.
Ricostruzioni come il film Spartacus di Stanley Kubrick del 1960 fanno di Spartaco un combattente per la libertà nell'antica Roma, che lotta per cambiare la corrotta società romana e porre fine alla schiavitù. Sebbene neppure questa visione sia contraddetta dagli storici classici, nessun racconto storico afferma che lo scopo dei ribelli fosse quello di porre fine alla schiavitù nella Repubblica, né alcuna delle azioni sembra espressamente indirizzata a questo scopo.
Anche gli storici classici che scrissero pochi anni dopo gli eventi sembrano essere divisi sui piani di Spartaco. Appiano e Floro scrivono che egli intendeva marciare sulla stessa Roma, ma si tratta di una ricostruzione che forse rispecchia più le paure romane che le intenzioni del capo degli schiavi; se Spartaco intendeva realmente marciare sull'Urbe, cambiò in seguito idea. Plutarco scrive invece che egli voleva semplicemente fuggire verso nord, nella Gallia cisalpina, dove avrebbe sciolto il suo esercito e permesso ai suoi uomini, riacquisita la libertà, di raggiungere le proprie case.
Non è certo che gli schiavi formassero una forza omogenea sotto il comando di Spartaco. Sebbene questa sia l'opinione tacita degli storici romani, potrebbe trattarsi di una proiezione della visione gerarchica dei Romani del comando e della responsabilità militare sull'organizzazione orizzontale degli schiavi. Quel che è certo è che vengono menzionati anche altri comandanti degli schiavi – Crixus, Enomao, Gannico, Casto – e che le prove storiche non permettono di affermare se questi fossero aiutanti o subordinati o, al contrario, suoi pari grado, comandanti di gruppi che viaggiavano assieme agli uomini di Spartaco.

### Sconfitta degli eserciti consolari (72 a.C.)
Nella primavera del 72 a.C., gli schiavi ribelli lasciarono i propri accampamenti invernali per muoversi verso nord, in direzione della Gallia Cisalpina. Il Senato romano, allarmato dalle dimensioni raggiunte dalla rivolta e dalla sconfitta degli eserciti pretoriani di Glabro e Varinio, inviò due eserciti consolari al comando di Lucio Gellio Publicola e Gneo Cornelio Lentulo Clodiano. Inizialmente, gli eserciti consolari furono vittoriosi: Gellio costrinse allo scontro un gruppo di circa 30 000 schiavi, al comando di Crixus, nei pressi del Gargano, e uccise due terzi dei ribelli, incluso il loro capo.
Da questo punto fino all'entrata in scena di Marco Licinio Crasso, le due principali fonti storiche sulla terza guerra servile, Appiano e Plutarco, sono in disaccordo: pur non contraddicendosi a vicenda, riportano eventi differenti l'uno dall'altro, ignorando alcuni eventi riportati dall'altro autore e raccontandone invece altri ignorati dall'altra fonte.

#### Versione di Appiano
Movimenti di Crixus
     Movimenti di Spartaco
     Movimenti di Gellio
     Movimenti di Lentulo
     Movimenti degli eserciti consolari combinati

Eventi del 72 a.C., secondo Appiano.
Movimenti di Crixus
Movimenti di Spartaco
Movimenti di Gellio
Movimenti di Lentulo
Movimenti degli eserciti consolari combinati1: Gellio sconfigge Crixus
2: Spartaco sconfigge Lentulo
3: Spartaco sconfigge Gellio
4: Spartaco sconfigge gli eserciti consolari combinati

Secondo Appiano, la battaglia del Gargano tra le forze di Gellio e quelle di Crixus fu l'inizio di una serie di complesse manovre militari che portarono quasi all'assalto diretto su Roma da parte degli uomini di Spartaco.
Dopo la sua vittoria su Crixus, Gellio si mosse verso nord, inseguendo il gruppo principale degli schiavi al comando di Spartaco, che si stava dirigendo verso la Gallia Cisalpina; l'esercito di Lentulo si dispose in modo tale da sbarrare il passo a Spartaco, e i due consoli contavano così di intrappolare tra i loro eserciti gli schiavi ribelli. L'esercito di Spartaco incappò in quello di Lentulo e lo sconfisse; poi, capovolto il fronte di battaglia, annientò anche l'esercito di Gellio, costringendo le legioni romane alla rotta. Appiano afferma che Spartaco, per vendicare la morte di Crixus, mise a morte 300 soldati romani catturati, costringendoli a combattersi l'un l'altro fino alla morte, come succedeva ai gladiatori. Dopo questa vittoria, Spartaco si mosse verso nord con i suoi uomini (circa 120 000) alla massima velocità possibile, «avendo bruciato tutto l'equipaggiamento inutile, ucciso tutti i suoi prigionieri e macellato tutti i suoi animali da soma per rendere più rapida la sua marcia».
Gli eserciti consolari sconfitti si ritirarono a Roma per riorganizzarsi, mentre i seguaci di Spartaco puntavano a settentrione; i consoli ingaggiarono nuovamente battaglia con i ribelli da qualche parte nella regione del Picenum, e furono nuovamente sconfitti.
Appiano afferma che a questo punto Spartaco cambiò il suo piano di marciare su Roma – sostiene infatti implicitamente che questo fosse il suo scopo dopo la vittoria in Picenum – poiché «non si considerava ancora pronto per quel genere di combattimento, in quanto non tutto il suo esercito disponeva di equipaggiamento adatto, poiché nessuna città si era schierata dalla sua parte, ma solo schiavi e disertori», e decise di ritirarsi nell'Italia meridionale ancora una volta. Lì i ribelli si impadronirono della città di Thurii e della campagna circostante, armandosi e saccheggiando i territori circostanti, scambiando il bottino con bronzo e ferro (usati per la manifattura di altre armi), e scontrandosi occasionalmente con forze romane, puntualmente sconfitte.

#### Racconto di Plutarco
Movimenti di Crixus
     Movimenti di Spartaco
     Movimenti di Gellio
     Movimenti di Lentulo

Eventi del 72 a.C., secondo il racconto di Plutarco.
Movimenti di Crixus
Movimenti di Spartaco
Movimenti di Gellio
Movimenti di Lentulo1: Gellio sconfigge Crixus
2: Spartaco sconfigge Lentulo

La descrizione degli eventi fatta da Plutarco differisce in maniera significativa da quella di Appiano.
Secondo lo storico greco di Cheronea, dopo la battaglia tra le legioni di Gellio e gli uomini di Crixus (che Plutarco descrive come "Germani") vicino al monte Gargano, gli uomini di Spartaco ingaggiarono un combattimento con la legione comandata da Lentulo, la sconfissero, e le sottrassero l'equipaggiamento e i viveri, per spingersi direttamente in Italia settentrionale. Dopo questa sconfitta, entrambi i consoli furono esautorati dal comando dei loro eserciti dal Senato romano e richiamati a Roma. Plutarco non accenna per nulla allo scontro tra Spartaco e la legione di Gellio, né riporta della battaglia tra gli schiavi ribelli ed entrambi gli eserciti consolari nel Picenum.
Successivamente Plutarco si dilunga nel descrivere, con dovizia di dettagli, uno scontro non menzionato da Appiano: l'esercito di Spartaco continuò ad avanzare verso nord nella regione intorno a Mutina (Modena), e lì un esercito romano di 10 000 uomini, guidato dal governatore della Gallia Cisalpina, Gaio Cassio Longino, tentò di sbarrare il passo alla sua avanzata, ma fu anche questo sconfitto.
Plutarco non menziona altri eventi fino al primo scontro tra Marco Licinio Crasso e Spartaco, nella primavera del 71 a.C., tralasciando la progettata marcia su Roma e la ritirata su Thurii descritta da Appiano. Comunque, dal fatto che Plutarco descrive Crasso che obbliga gli uomini di Spartaco a ritirarsi dal Picenum verso sud, si può inferire che gli schiavi ribelli si avvicinarono al Picenum da meridione agli inizi del 71 a.C., e che, di conseguenza, si ritirarono da Mutina in Italia centrale o meridionale nell'inverno 72/71 a.C.
Non è chiaro perché, pur avendo la possibilità di farlo, gli schiavi ribelli non siano fuggiti oltre le Alpi, com'era nelle intenzioni di Spartaco secondo Plutarco.

### Vittoria di Crasso (71 a.C.)
Movimenti di Spartaco
     Movimenti di Crasso

Gli eventi dell'inizio del 71 a.C.; Marco Licinio Crasso prese il comando delle forze romane e, affrontando Spartaco, forzò i ribelli a ritirarsi attraverso la Lucania fino allo stretto di Messina.
Movimenti di Spartaco
Movimenti di Crasso

Malgrado i diversi racconti forniti per quanto riguarda gli eventi del 72 a.C., le fonti concordano, in linea di massima, che Spartaco e i suoi uomini si trovavano nell'Italia meridionale all'inizio del 71 a.C.

#### Crasso assume il comando
Il Senato romano, estremamente allarmato dall'apparente invincibilità della ribellione in Italia, conferì il compito di sedarla a Marco Licinio Crasso. Crasso non era estraneo né alla politica né all'esercito romano: era infatti stato un sottoposto di Lucio Cornelio Silla durante la seconda guerra tra questi e Gaio Mario, combattuta nell'82 a.C., e aveva continuato a servire sotto Silla durante la sua dittatura.
Crasso ricevette la pretura e sei nuove legioni, oltre alle due legioni consolari di Gellio e Lentulo, per un totale di 40 000/50 000 uomini ben addestrati e pronti ad affrontare l'esercito dei ribelli. Crasso impose una ferrea e talvolta brutale disciplina ai suoi uomini, adoperando anche il metodo della decimazione di un'unità. Appiano non racconta con sicurezza se Crasso decimò le due legioni consolari, per punirle della loro codardia, quando assunse l'imperium o se, invece, sottopose alle decimazione tutto l'esercito a seguito di una sconfitta successiva (in tal caso avrebbe messo a morte fino a 4 000 legionari). Plutarco riporta solo la decimazione di cinquanta uomini di una coorte come punizione della sconfitta del suo legato Mummio nel primo scontro con Spartaco. Con queste azioni, Crasso dimostrò alle legioni che «egli era per loro molto più pericoloso del nemico», e spinse dunque i propri uomini a cercare ad ogni costo la vittoria piuttosto che incorrere nel rischio di deludere il proprio comandante.

#### Crasso contro Spartaco
Plutarco narra che Spartaco prima di questa battaglia uccise il suo cavallo, dicendo che se avesse vinto avrebbe avuto tutti i cavalli che voleva, ma se avesse perso non ne avrebbe più avuto bisogno.
Quando le forze di Spartaco si mossero nuovamente verso nord, Crasso dispose le proprie legioni sul confine della regione (Plutarco afferma che la prima battaglia tra le legioni di Crasso e gli uomini di Spartaco avvenne nei pressi del Picenum, mentre Appiano ricostruisce lo scontro nei pressi del Samnium), assegnando due legioni al suo legato Mummio, cui diede l'ordine di seguire Spartaco alle spalle col divieto, però, di ingaggiare battaglia.
Durante lo scontro decisivo Spartaco sarebbe andato personalmente alla ricerca di Crasso per affrontarlo direttamente. Non riuscì a trovarlo ma si batté con grande valore uccidendo anche due centurioni che lo avevano attaccato, in quanto Mummio disobbedendo all'ordine impartitogli attaccò le forze ribelli, ma fu sconfitto, Spartaco rimase ancora al centro della mischia, mentre i suoi uomini andarono in rotta disperdendosi. Malgrado questa prima sconfitta, Crasso ingaggiò allora Spartaco e durante la battaglia, tra le file dei ribelli ci furono circa 6000 morti e 900 prigionieri.
"... Il senato vi mandò Crasso colle legioni de' consoli, e anche altri assai nuovi cavalieri.
Questi, incontanente che co' fuggitivi incominciò la battaglia, sei migliaia di loro ne tagliò, e novecento ne prese. E poscia in prima che andasse contro Ispartaco, il quale era coll'oste a Capo del fiume Silaro, i Galli e Germani vinse, i quali grandissimo aiuto gli davano; de' quali trenta migliaia d'uomini co' loro dogi uccise.
E al da sezzo vinse Ispartaco combattuto con lui con ordinata battaglia, e abbiende seco grandissima moltitudine di fuggitivi; nella quale battaglia sessanta migliaia de' uomini uccise, e sei migliaia ne prese, secondochè si dice; e tremila cittadini di Roma a comandamento ricevette.
E tutti gli altri che della detta battaglia camparono, qua e là, errando, per molti dogi de' Romani fuoro attristati e ispenti. E io un'altra volta, e spese volte ridico, possonsi questi fatti con quelli d'ora agguagliare ? Chi sarà quegli che solamente d'udire non si spaventi, non dico cotali battaglie, ma pur li nomi di tanti battaglie, cioè le battaglie istraniere, e quelle de' servi, e quelle de' compagni, e le cittadine, e quelle dei fuggitivi, che non seguita l'una l'altra..."
(Paolo Orosio; Delle Storie Contra i Pagani.. Libri VII. Testo latino volgarizzato da Bono Gianbroni. Firenze. Anno 1849 Ed. Tommaso Baracchi)
A questo punto sembrò che il corso della guerra fosse cambiato: le legioni di Crasso riportarono numerose vittorie, uccidendo migliaia di schiavi ribelli, e obbligarono Spartaco a ritirarsi a sud, attraverso la Lucania fino allo stretto di Messina. Secondo Plutarco, Spartaco si accordò con i pirati cilici per farsi trasportare assieme a 2 000 dei suoi uomini in Sicilia, dove intendeva incitare altri schiavi alla rivolta e ottenere così rinforzi; i pirati, però, lo tradirono, prendendo il denaro che egli aveva dato loro e abbandonando gli schiavi ribelli. Le fonti minori sostengono che Spartaco mise in pratica diversi tentativi di attraversare lo stretto con zattere o di costruire navi, ma che Crasso prese misure non meglio specificate per assicurarsi che i ribelli non potessero passare in Sicilia, rendendone vani gli sforzi e ponendo fine ai loro tentativi.
Le forze di Spartaco si ritirarono allora verso Rhegium, seguite dalle legioni di Crasso, che, al loro arrivo, costruirono delle fortificazioni tutto intorno all'attuale istmo di Catanzaro, malgrado le azioni di disturbo degli schiavi ribelli; gli uomini di Spartaco si trovarono allora sotto assedio, bloccati nella parte meridionale dell'odierna Calabria, senza la possibilità di ricevere rifornimenti.

#### Rinforzi romani e fine della guerra
Movimenti degli schiavi ribelli
     Movimenti dell'esercito romano (Pompeo da nord, Crasso da sud)

Gli ultimi eventi della guerra, quando l'esercito di Spartaco ruppe l'assedio delle forze di Crasso e si ritirò verso le montagne di Peteli; si notino gli scontri iniziali tra elementi dei due schieramenti, il rovesciamento del fronte delle forze di Spartaco per lo scontro finale e l'arrivo da nord delle legioni di Pompeo che catturarono i sopravvissuti.
Movimenti degli schiavi ribelli
Movimenti dell'esercito romano (Pompeo da nord, Crasso da sud)1: schermaglie
2: battaglia decisiva
x: sbarramenti romani

A questo punto, le legioni di Gneo Pompeo Magno erano di ritorno in Italia dopo aver messo fine alla ribellione di Quinto Sertorio in Hispania.
Le fonti sono discordi sul fatto che Crasso abbia richiesto rinforzi o che il Senato romano abbia approfittato del ritorno di Pompeo in Italia, ma al generale in arrivo fu detto di non passare da Roma e di raggiungere direttamente l'Italia meridionale e portare aiuto a Crasso. Il Senato inviò allora altri rinforzi al comando di un certo "Lucullo", che Appiano confonde col generale Lucio Licinio Lucullo, impegnato all'epoca nella terza guerra mitridatica, ma che in realtà sarebbe stato il proconsole di Macedonia, Marco Terenzio Varrone Lucullo, fratello del precedente. Con le legioni di Pompeo che scendevano da nord e quelle di Lucullo sbarcate a Brundisium, Crasso si rese conto che se non avesse posto immediatamente fine alla rivolta, il merito di aver vinto la guerra sarebbe andato al generale che fosse arrivato con i rinforzi, e decise così di spronare le proprie truppe a concludere in fretta le ostilità.
Avvisato dell'arrivo di Pompeo, Spartaco tentò di negoziare con Crasso la fine della guerra prima dell'arrivo dei rinforzi romani; fallite le trattative, una parte delle forze ribelli ruppe l'accerchiamento e fuggì verso le montagne a ovest di Petelia (moderna Strongoli) in Bruttium, con le legioni di Crasso all'inseguimento. Le legioni riuscirono a catturare una parte dei ribelli, agli ordini di Gannico e Casto, che si erano separati dal grosso dell'esercito, uccidendone 12 300; la vittoria romana era venuta a caro prezzo, in quanto una parte degli schiavi in fuga erano tornati indietro ad ingaggiare battaglia con le forze romane comandate dall'ufficiale di cavalleria Lucio Quinzio e dal questore Gneo Tremellio Scrofa, mettendole in rotta. I ribelli, tuttavia, non costituivano un esercito professionale, e avevano raggiunto il loro limite. Non disposti a continuare la loro fuga, gruppi di uomini si staccavano dal grosso dell'esercito e attaccavano in maniera indipendente e non coordinata le legioni di Crasso che avanzavano. A causa dell'indebolimento della disciplina delle sue forze, Spartaco decise di voltarsi ad affrontare il nemico a piene forze: nell'ultimo scontro, gli schiavi ribelli furono definitivamente sconfitti, e la gran parte di loro rimase uccisa sul campo di battaglia. La sorte di Spartaco non è nota, in quanto il suo corpo non fu mai ritrovato, ma gli storici affermano che morì in battaglia insieme ai suoi uomini, e forse fu occultato per non creare un mito, come si fa a volte con dei personaggi importanti, ma fortemente contrastati da un regime.

## Conseguenze

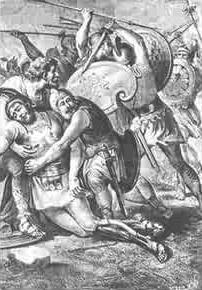
Morte di Spartaco

La ribellione fu annientata da Crasso; le forze di Pompeo non ingaggiarono mai direttamente il nemico, ma le sue legioni, scendendo da nord, furono in grado di catturare 5 000 ribelli che fuggivano dalla battaglia e che il generale romano «uccise tutti». Per questo motivo Pompeo inviò un messaggio al Senato romano, in cui diceva che sebbene fosse stato senza dubbio Crasso a sconfiggere gli schiavi in battaglia, lui aveva "estirpato la guerra fino alle radici", reclamando in questo modo gran parte del merito, e ottenendo l'ostilità di Crasso. La guerra causò, dunque, la rottura dei rapporti personali tra i due generali: a Pompeo fu infatti concesso il trionfo per la vittoria su Sertorio e sugli schiavi fuggiaschi, mentre Crasso poté ottenere soltanto l'ovazione. I due si riappacificarono soltanto dopo un decennio, quando costituirono assieme a Gaio Giulio Cesare il primo triumvirato.
Sebbene la gran parte degli schiavi fosse morta in battaglia, circa 6 000 sopravvissuti erano stati catturati da Crasso, che li mise tutti a morte mediante crocifissione sulla strada tra Capua e Roma.
Pompeo e Crasso seppero cogliere appieno i frutti politici della loro vittoria sui ribelli; entrambi tornarono a Roma con le loro legioni, rifiutandosi di scioglierle e accampandosi appena fuori dalle mura della città. I due generali si candidarono al consolato per l'anno 70 a.C., anche se Pompeo non era eleggibile a causa della sua giovane età e del fatto che non aveva ancora servito come pretore o questore, come richiedeva, invece, il cursus honorum. Cionondimeno, entrambi furono eletti, anche a causa della minaccia implicita rappresentata dalle legioni in armi accampate fuori dalla città.
Gli effetti della terza guerra servile sull'atteggiamento dei Romani verso la schiavitù e sulle relative istituzioni sono più difficili da determinare. Certamente la rivolta aveva scosso il popolo romano, che «a causa della grande paura sembrò iniziare a trattare i propri schiavi meno duramente di prima». I ricchi possessori di latifundia iniziarono a ridurre il numero di schiavi impiegati nell'agricoltura, scegliendo di impiegare come mezzadri alcuni degli ex-piccoli proprietari terrieri spossessati. Più tardi, terminate la conquista della Gallia ad opera di Gaio Giulio Cesare nel 52 a.C. e le altre grandi conquiste territoriali operate dai Romani fino al periodo del regno di Traiano (98-117), si interruppero le guerre di conquista contro nemici esterni, e con esse cessò l'arrivo in massa di schiavi catturati come prigionieri. Si incrementò, al contrario, l'impiego di lavoratori liberi in campo agricolo.
Anche la condizione legale e i diritti degli schiavi romani iniziarono a mutare. Più tardi, durante il regno dell'imperatore Claudio (41-54), fu promulgata una costituzione che considerava omicidio e puniva l'assassinio di uno schiavo anziano o ammalato, e che dava la libertà agli schiavi abbandonati dai loro padroni. Durante il regno di Antonino Pio (138-161), i diritti degli schiavi furono ulteriormente allargati, e i padroni furono ritenuti direttamente responsabili dell'uccisione dei loro schiavi, mentre gli schiavi che dimostravano di essere stati maltrattati potevano forzare legalmente la propria vendita; fu contemporaneamente istituita un'autorità teoricamente indipendente cui gli schiavi si potevano appellare. Sebbene questi cambiamenti legali abbiano avuto luogo molto tempo dopo la rivolta di Spartaco per poterne essere considerati le dirette conseguenze, sono nondimeno la traduzione in legge dei cambiamenti dell'atteggiamento dei Romani nei confronti degli schiavi evolutosi per decenni.

## Nella cultura di massa

### Cinema e televisione
- Spartaco (1913), di Giovanni Enrico Vidali.
- Spartaco (1953), di Riccardo Freda.
- Spartacus (1960), di Stanley Kubrick.
- Spartacus (2004), di Robert Dornhelm.
- Spartacus (2010), serie TV.

### Condottieri ribelli
- Crixo
- Enomao (schiavo)
- Spartaco
- Gannicus
- Castus

### Condottieri romani
- Gaio Cassio Longino (console 73 a.C.)
- Gaio Claudio Glabro
- Gneo Cornelio Lentulo Clodiano
- Gneo Pompeo Magno
- Lucio Gellio Publicola
- Marco Licinio Crasso
- Marco Terenzio Varrone Lucullo
- Publio Varinio